# Buchenavia amazonia
Buchenavia amazonia là một loài thực vật có hoa trong họ Trâm bầu. Loài này được Alwan & Stace mô tả khoa học đầu tiên năm 1989.